# 月蒼くして
『月蒼くして』（つきあおくして、The Moon Is Blue）は、1953年のアメリカ合衆国のロマンティック・コメディ映画。監督はオットー・プレミンジャー、出演はウィリアム・ホールデン、デヴィッド・ニーヴン、マギー・マクナマラなど。原作は劇作家F・ヒュー・ハーバートの同名舞台劇。
主役の男女の間で当時としてはきわどい台詞が飛び交う原作舞台劇を、舞台の演出も手がけたプレミンジャー監督がハリウッドの従来の自主検閲制度にあえて逆らって映画化し、一部の地域では上映禁止となったものの、それがいっそう話題を煽る形となって大ヒットを記録したことで、検閲をめぐる闘いで映画史上にその名を残すことになった記念碑的作品である。

## ストーリー
エンパイア・ステート・ビルの展望台で、プレイボーイの建築家ドンと風変わりな駆け出しの女優パティが出会う。意気投合した2人はドンのアパートで夕飯を共にすることになるが、そこに上の階に住むドンの元婚約者シンシアやその父親デビッドが現れ、予期せぬ騒動が起こる。そして、ついにはパティの父親までがやってきて事態はますます混迷を極める。

## キャスト
| 役名                 | 俳優                   | 日本語吹替                     |
| 役名                 | 俳優                   | 東京12ch版                     |
| -------------------- | ---------------------- | ------------------------------ |
| ドン・グレシャム     | ウィリアム・ホールデン | 羽佐間道夫                     |
| パティ・オニール     | マギー・マクナマラ     | 武藤礼子                       |
| デビッド・スレーター | デヴィッド・ニーヴン   | 中村正                         |
| シンシア・スレーター | ドーン・アダムズ       | 池田昌子                       |
| タクシーの運転手     | グレゴリー・ラトフ     | 諏訪孝二                       |
| マイケル・オニール   | トム・タリ―            | 若本紀夫                       |
|                      |                        |                                |
| 演出                 | 演出                   | 田島荘三                       |
| 調整                 | 調整                   | 真田利幸                       |
| 制作                 | 制作                   | トランスグローバル             |
| 初回放送             | 初回放送               | 1972年12月7日 『木曜洋画劇場』 |

## 製作
原作となる舞台劇のブロードウェイでの公演（1951年）もオットー・プレミンジャーが演出を担当し、映画の脚本も原作者であるF・ヒュー・ハーバートが自ら担当した。当時人気に翳りのあったデヴィッド・ニーヴンの起用に難色を示していたスタジオ幹部たちを説得するために、プレミンジャー監督は原作舞台劇の西海岸での公演にニーヴンを起用して実績を示させた。
本作が映画デビュー作となるマギー・マクナマラは、映画の前に原作舞台劇のシカゴ公演で同じ役を演じていた。また本作の演技で第26回アカデミー賞の主演女優賞にノミネートされた。
オリジナルの脚本にある性的なセリフ（ヴァージン、妊娠など）をそのまま映画でも使ったため、ボストンでは禁止され、アメリカ映画製作配給業者協会は自主規制を促したが、映画製作者側がこれに反発。最終的には映倫マークなしで上映し、大ヒットした。これが映倫の規定を改正するきっかけとなったと言われている。

## 受賞歴
| 賞                         | 部門                                     | 対象者                                                                         | 結果       |
| -------------------------- | ---------------------------------------- | ------------------------------------------------------------------------------ | ---------- |
| 第26回アカデミー賞         | 主演女優賞                               | マギー・マクナマラ                                                             | ノミネート |
| 第26回アカデミー賞         | 歌曲賞                                   | 「月蒼くして」 作曲：ハーシェル・バーク・ギルバート 作詞：シルヴィア・ファイン | ノミネート |
| 第26回アカデミー賞         | 編集賞                                   | オットー・ルドウィグ                                                           | ノミネート |
| 第11回ゴールデングローブ賞 | 主演男優賞（ミュージカル・コメディ部門） | デヴィッド・ニーヴン                                                           | 受賞       |
| 第8回英国アカデミー賞      | 総合作品賞                               |                                                                                | ノミネート |
| 第8回英国アカデミー賞      | 有望新人俳優賞                           | マギー・マクナマラ                                                             | ノミネート |